# Straight Shooter
Straight Shooter é o segundo álbum de estúdio da banda Bad Company, lançado a 12 de Abril de 1975.

## Faixas

### Lado 1
1. "Good Lovin' Gone Bad" (Mick Ralphs) – 3:35
2. "Feel Like Makin' Love" (Paul Rodgers/Mick Ralphs) – 5:12
3. "Weep No More" (Simon Kirke) – 3:59
4. "Shooting Star" (Paul Rodgers) – 6:16

### Lado 2
1. "Deal With the Preacher" (Paul Rodgers/Mick Ralphs) – 5:01
2. "Wild Fire Woman" (Paul Rodgers/Mick Ralphs) – 4:32
3. "Anna" (Simon Kirke) – 3:41
4. "Call on Me" (Paul Rodgers) – 6:03